# Pokrajina Modena
Pokrajina Modena (v italijanskem izvirniku Provincia di Modena, izg. Provinča di Mòdena) je ena od devetih pokrajin, ki sestavljajo italijansko deželo Emilija - Romanja. Meji na severu z deželo Lombardija, na vzhodu s pokrajinama Ferrara in Bologna, na jugu z deželo Toskana in na zahodu s pokrajino Reggio Emilia.

## Večje občine
Glavno mesto je Modena, ostale večje občine so (podatki 31.12.2007):
| Mesto               | Prebivalcev |
| ------------------- | ----------- |
| Modena              | 180.020     |
| Carpi               | 65.837      |
| Sassuolo            | 41.521      |
| Formigine           | 32.411      |
| Castelfranco Emilia | 29.476      |

## Naravne zanimivosti
Monte Cimone (2165 m) je najvišja gora v pokrajini. Je kopasta in lahko dostopna, saj je sam vrh dostopen po pičli uri hoda od žičnice. Precej položen vrh je pokrit z raznimi opazovalnicami, antenami vseh vrst, meteorološkimi postajami, smučarskimi napravami in celo z vojaško postojanko. Vse te infrastrukture močno kvarijo videz gore in gotovo marsikomu odvzamejo veselje do izleta na vrh, čeprav je znano, da je prav ta vzpetina ena najboljših razglednih točk v državi. V jasnih dneh so vidne vse Alpe, Jadransko morje, gora Amiata v Toskani, Tirensko morje, Elba, Korzika in Capraia.
Seznam zaščitenih področij v pokrajini:
- Krajinski park Alto Appennino Modenese (Parco regionale dell' Alto Appennino Modenese)
- Krajinski park Sassi di Roccamalatina (Parco regionale dei Sassi di Roccamalatina)
- Naravni rezervat Casse di espansione del Fiume Secchia (Riserva naturale orientata Casse di espansione del Fiume Secchia)
- Naravni rezervat Sassoguidano (Riserva naturale orientata di Sassoguidano)
- Mokrišče Nirano (Riserva naturale delle Salse di Nirano)

## Zgodovinske zanimivosti
Današnja pokrajina Modena je bila glavni del Kneževine Modena in Reggio (it. Ducato di Modena e Reggio), ki je obstajala od leta 1452 do leta 1859 (razen francoske nadoblasti 1798-1814). Mesto Modena samo je sicer pripadalo plemiški družini Este še pred njeno pridobitvijo knežjega naslova. Prosta modenska komuna, ki se je bila ustanovila leta 1135, je kot predstavnica gibelinov izgubila bitko proti bolonjskim gvelfom, zato se je raje predala plemičem Este iz Ferrare že leta 1299. Od leta 1598 dalje je bila prestolnica kneževine, ki je bila pozneje skupaj s Kneževino Parma in Piacenza (it. Ducato di Parma e Piacenza) ter Toskano glavnina italijanskega ozemlja, ki se je leta 1860 združilo s Kraljevino Sardinijo.